# Piazza dei Davanzati
Piazza dei Davanzati è una piazza del centro storico di Firenze, situata lungo via Porta Rossa, con accesso anche da via dei Sassetti. La piazza è una creazione moderna: venne pensata come slargo che desse luce a palazzo Davanzati all'epoca del Risanamento di Firenze.

## Storia
La piazza è il risultato delle demolizioni tardo ottocentesche e della costruzione del palazzo delle Poste e Telegrafi: precedentemente giungevano in via Porta Rossa due stretti vicoli, denominati l'uno chiasso di Piazza Marmora (o dei Davanzati), l'altro degli Erri (o dei Ricchi o dei Pilli - tutti nomi di famiglie - o dei Limonai - per il commercio degli agrumi), il cui lato occidentale è ora il lato della piazza dove ancora si affacciano le antiche case dei Foresi. Le demolizioni in questo punto sacrificarono, essenzialmente, le antiche case dei Davanzati, prima che questi si spostassero nel lato meridionale di Porta Rossa nel palazzo già dei Davizzi, quelle dei Pigli, dei Foresi e una larga fetta del palazzo dello Strozzino. Queste case, come nel noto palazzo Davanzati, erano ricche di decorazioni interne e affreschi che imitavano specchiature marmoree, tessuti, drappi di vaio e verzieri, che solo in piccoli frammenti si sono conservati nel museo di San Marco, e che furono anche oggetto, in alcuni casi, di rilievi prima della distruzione. 
La denominazione, in ragione della presenza del palazzo Davanzati (che tuttavia come numerazione resta su via Porta Rossa), fu deliberata dalla giunta comunale nell'agosto del 1893. Attualmente la piazza è occupata - fatta eccezione per le corsie di scorrimento - da un parcheggio.

## Descrizione

### Edifici
| Immagine | N°                 | Nome                    | Descrizione |
| -------- | ------------------ | ----------------------- | --- |
|          | via Porta Rossa 13 | Palazzo Davanzati       | Eretto verso la metà del Trecento dai Davizzi e già residenza degli Ufficiali della Decima (l'ufficio che raccoglieva le denunce delle proprietà private per l'applicazione delle tasse), il palazzo passò nel 1516 ai Bartolini , e da questi fu venduto nel 1578 a Bernardo Davanzati, famoso storico e letterato, la cui famiglia si estinse nel 1838. Nel 1904 fu acquistato dall'antiquario Elia Volpi che lo restaurò con complessi lavori durati cinque anni, esaltandone i caratteri propri della residenza trecentesca, arredandolo di conseguenza, in modo da costituire uno scenario adatto all'esposizione delle molte opere d'arte raccolte. Alla fine della guerra il palazzo venne reso al proprietario e tramite il conte Alessandro Contini Bonacossi venne acquistato dallo Stato nel 1951" (Mazzino Fossi). Destinato a ospitare il Museo dell'Antica Casa Fiorentina, inaugurato nel 1956, il palazzo conobbe nuovi restauri diretti da Alfredo Barbacci, ed ebbe un nuovo arredamento per le cure di Filippo Rossi e Luciano Berti, vedendo qui confluire dipinti, arredi e oggetti d'uso domestico dal Museo Nazionale del Bargello, dalle Gallerie fiorentine e da donazioni di privati. |
|          | via Porta Rossa 15 | Casa Del Bene           | L'edificio risulterebbe essere stato in origine possesso dei Davanzati, quindi venduto nel 1480 ad Albertaccio del Bene e nel secolo seguente passato ai Tornabuoni. "Sulla destra del Palazzo Davanzati, sotto l'intonaco apparve, nel 1911, il muro a filaretto dell'antica casa Del Bene" (Bargellini-Guarnieri). Dovrebbe quindi potersi identificare con la casa Faujas ricordata da Federico Fantozzi: "Appartenne a Francesco Del Bene, il cui figlio Giulio vi radunava una società di Giovani in Lettere. In una sottoposta bottega, corrispondente nella via di Terma, teneva lo studio l'anno 1576 il pittore Meglio Coppi, e nel 1584 ve lo avevano i pittori Domenico d'Antonio Nuti e Niccolò di Giovanni Betti". Attualmente l'edificio si presenta con un fronte di tre assi su tre piani, confinante sulla sinistra con il chiassuolo di palazzo Davanzati e, a seguito di un intervento effettuato nei primi decenni del Novecento, del tutto privo degli intonaco, tanto che appaiono leggibili sia gli antichi archi in bozze di pietra, sia molte porzioni in laterizio certo non nate per essere lasciate a vista, di modo che l'immobile, anziché destare interesse per la sua antichità, appare privato della sua dignità storica. Sull'architrave della porta è la scritta "AG fecit MCMXCII". Una fotografia presente negli archivi Alinari, datata al 1895, mostra la casa con il prospetto nella sua versione precedente, di gusto ottocentesco, quando l'edificio era tra l'altro sede dell'agenzia di trasporti internazionali Savino Del Bene. |
|          | 1r-2r-3r           | Casa e torre dei Foresi | Si tratta di una case con torre che nel Duecento apparteneva alla famiglia ghibellina dei Monaldi e che passò, per eredità, ai Foresi. Il complesso, parzialmente distrutto dopo la battaglia di Montaperti, fu ricostruito per diventare, nel Quattrocento, proprietà dei della Palla e quindi dei Pandolfini. L'attuale visibilità della fabbrica, isolata e libera sull'antistante piazza de' Davanzati, ha origine nel periodo del risanamento del vecchio centro (1885-1895), quando, oltre a creare la piazza, si intervenne per rendere decoro all'antico edificio. |
|          | 2-3                | Case dei Davanzati      | Si tratta di un palazzetto segnato da bifore, sicuramente di origine antica (e non potrebbe essere altrimenti vista l'area nella quale ci troviamo), restaurato sotto la direzione dell'ingegnere Alighiero Roster da Galileo Chini ai primi del Novecento per essere destinato a sede della Guardia Medica. Oltre al rifacimento dei graffiti di facciata, Galileo Chini decorò alcune sale interne ad imitazione degli affreschi ritrovati nelle case distrutte del centro fiorentino. la casa a fianco, con cinque assi per quattro piani, venne molto rimaneggiata al tempo della ricostruzione, con un'unica facciata che copriva più case quattrocentesche. L'edificio era sede di una filiale della Cassa di Risparmio di Lucca Pisa Livorno, poi inglobata in Banco BPM. |
|          | 9r                 | Palazzo dello Strozzino | L'edificio si è determinato nel corso del tempo a partire dal nucleo più antico e storicamente rilevante riconducibile all'opera di Michelozzo e di Giuliano da Maiano, e venne stravolto con il piano di risanamento dell'antico centro, con l'abbattimento di una fettaper l'allargamento di via degli Anselmi e di una porzione sul retro per la creazione ex novo di un nuovo tratto di via de' Sassetti. Si procedette quindi all'abbattimento dei volumi prospettanti sul chiasso di piazza Marmora e verso Porta Rossa in modo da realizzare l'attuale piazza de' Davanzati. Negli anni venti del Novecento, acquistato dal Sindacato Immobiliare Toscano (1919) il palazzo fu riadattato a teatro dall'architetto Marcello Piacentini come cinema teatro Savoia, poi Odeon. Su piazza Davanzati è una fontana in forma di antica vasca nella risecatura. |
|          | 4                  | Palazzo delle Poste     | Il grande edificio fu realizzato a cura del Comune di Firenze per riunire in un unico luogo i servizi postali e telegrafici della città, sfruttando due lotti non ancora venduti e risultanti dalle operazioni di risanamento del vecchio centro (1885-1895), identificabili nell'area precedentemente occupata da San Miniato fra le Torri (un intero rione con non meno di sei strade, quattro piazzette e l'omonima chiesa). L'edificio, inaugurato nel 1917, venne dotato dei più moderni impianti e servizi e particolare attenzione fu dedicata agli arredamenti e all'apparato decorativo degli ambienti per il pubblico. Caratteri di una certa imponenza presenta il fronte su piazza Davanzati, articolato in tre parti e rivestito in bugnato rustico nel settore basamentale. La parte centrale è scandita da sette arcate a tutto sesto tamponate, all'interno delle quali si aprono i due portoni di accesso secondario, incorniciati e timpanati, e finestre incorniciate ad arco. Oltre il piano ammezzato, illuminato da aperture regolari, si eleva un ordine di finestre ad edicola architravate, con timpano semicircolare e parapetti a traforo, sormontate dalle piccole lucifere del secondo piano ammezzato, spartite da stemmi e cartigli in piccoli riquadri. |